# Montañas Longmen
Las montañas Longmén  (en chino, 龙门山; pinyin, Longmen Shan; literalmente, ‘Puerta del Dragón’) es una cadena montañosa del Asia Central localizada en el suroeste de China. Administrativamente, pertenece a la provincia de Sichuan. Las montañas de Longmen forman el borde noroccidental de la cuenca de Sichuan y limitan al sur con las montañas Qionglai.
El levantamiento de las montañas de Longmen es el resultado del deslizamiento vertical en la Falla Longmenshan. Las montañas de Longmén representan el borde oriental de la inmensa Meseta Tibetana.
Algunos mapas utilizan el nombre de «montañas Longmén» sólo para la sección noreste de la cordillera, mientras que la sección más alta del suroeste es llamada montañas Chaping (茶 坪山, montaña te).
El punto más alto de la cordillera es el monte Jiudeng o Jiudengshan (九 顶 山), a 4.984 m s. n. m. .